# Вільгельм де Шартр
Гільйом (Гійом, Вільгельм) де Шартр (фр. Guillaume de Chartres; бл. 1178 —26 серпня 1219) — 14-й великий магістр ордену тамплієрів в 1210—1218 роках.

## Життєпис
Походив з шампанського шляхетського роду де Шартр. Втім його родинні зв'язки викликають дискусії. Тривалий час вважався сином Міло IV, графа Бар-сюр-Сен. Також низкою дослідників ототожнювався з Гільйомом де Фер'єр, відамом Шартрським. Справа в тім, що членами ордену тамплієрів було декілько осіб з таким ім'ям та прізвищем, які згадуються в 1188 та 1191 роках.
Достеменно відомо, що після смерті Філіппа де Плессі, великого магістра тамплієрів, тривали запеклі дискусії щодо нового очільника ордену. Лише 1210 року ним став Гільйом де Шартр. Невдовзі брав участь у коронації Іоанна де Брієна, короля Єрусалиму.
1211 року отримав допомогу від єрусалимського короля для війни з кілікійським королем Левоном I за замки тамплієрів в Кілікії (ця війна тривала з 1197 року). Втім після початкового успіху великий магістр із загоном потрапив в засідку і був поранений, а зайняту фортецю Порт-Боннель довелося залишити. Втім війна в союзі з Боемундом IV, князем Антіохії, проти Кілікійської Вірменії тривала до 1213 року, коли Левон I вимушений був повернути тамплієрам усіі їх замки.
Разом з тим Гільйом де Шартр сприяв активній участі тамплієрів Піренейського півострова в Реконкісті. 1212 року загін тамплієрів відіграв важливу роль в битві при Навас-де-Толосі, а 1217 року сприяли королю Португалії захопити Алкасер-ду-Сал.
1217 року наказав звести поблизу Хайфи фортецю Шато-Пелерин, що став важливим місцем опору просуванню мусульман. Того ж року відправив допомогу князю Антіохії для захоплення фортеці на горі Фавор. У 1218 році долучився до П'ятого хрестового походу, але був поранений під час облоги Дам'єти. Після цього 2 вересня пішов з посади великого магістра.
Помер в серпні 1219 року під час епідемії чуми. Новим очільником ордену тамплієрів став Педро де Монтегаудо.